# Halloween (film fra 2018)
 Denne artikel omhandler Halloween en film fra 2018. Opslagsordet har også en anden betydning, se Halloween (flertydig).
Halloween er en amerikansk gyserfilm fra 2018 instrueret af David Gordon Green, i hovedrollen ses Jamie Lee Curtis.  

## Medvirkende
- Jamie Lee Curtis som Laurie Strode
- Judy Greer som Karen Strode
- Andi Matchiak som Allyson Strode
- Nick Castle som Michael Myers
- James Jude Courtney som Michael Myers
- Haluk Bilginer som Dr. Ranbir Sartain
- Will Patton som Betjent Hawkins
- Rhian Rees som Dana Haines
- Jefferson Hall som Aaron Korey
- Toby Huss som Ray

## Eksterne Henvisninger
- Halloween på Internet Movie Database (engelsk)
- Halloween på Filmdatabasen
- Halloween på Scope
- Halloween på AlloCiné (fransk)
- Halloween på MovieMeter (nederlandsk)
- Halloween på AllMovie (engelsk)
- Halloween hos British Film Institute (engelsk)
- Halloween på The Movie Database (engelsk)
- Halloween på Rotten Tomatoes (engelsk)
- Halloween på Metacritic (engelsk)

| Gyserfilm | Spire Denne gyserfilm-artikel er en spire som bør udbygges. Du er velkommen til at hjælpe Wikipedia ved at udvide den. |